# Henri-Joseph Rigel
Henri-Joseph Rigel (soms ook: Heinrich Joseph Rigel en Riegel, Wertheim am Main, 9 februari 1741 – Parijs, 2 mei 1799) was een Frans componist, muziekpedagoog en dirigent, die afkomstig was uit Duitsland. Zijn zonen Louis Rigel (1769-1811) en Henri Jean Rigel (1770-1852) waren ook componisten.

## Levensloop
Rigel kreeg zijn muzikale opleiding door zijn vader Georg Caspar Rigel, die muziek-intendant was aan het hof van de prinsen van Löwenstein-Wertheim-Rochefort of vanaf 1802 Löwenstein-Wertheim-Rosenberg, alsook van Niccolò Jommelli in Stuttgart, waar hij aan het hof van Karel Eugenius van Württemberg werkte. In 1767 reisde hij naar Parijs en had er succes met de uitvoeringen van zijn symfonieën, strijkkwartetten en klavecimbelwerken. Regelmatig werden zijn werken bij de Concert spirituel uitgevoerd. Meestal waren het sacrale werken, zoals zijn oratoria La sortie d'Egypte (1774), La destruction de Jericho (1778), Jephté (1783) en Les Macchabées.
Vanaf 1783 was Rigel "maitre de solfège" aan de Koninklijke zangschool ("École Royale de Chant"). Na de Franse Revolutie en de daaruit volgende nieuwe organisatie van de instituten werd Rigel in 1793 professor voor piano "première classe" aan het nieuw opgerichte Conservatoire national supérieur de musique te Parijs. Als muziekpedagoog werd hij zeer bekend en gewaardeerd.
Tussen 1788 en zijn overlijden schreef Rigel 16 opera's. Zijn werken zijn beïnvloed door Christoph Willibald Ritter von Gluck. Zijn omvangrijk oeuvre, o.a. 15 symfonieën, publiceerde hij in een eigen muziekuitgeverij met hulp van zijn echtgenote en vanaf 1780 met zijn broer Anton Rigel, eveneens een componist. Een beetje verwarrend is het, dat na de publicatie in Parijs zijn werken later ook in Mannheim, Offenbach en Wenen met afwijkende opusnummers gedrukt werden.

## Composities

### Werken voor orkest
- 1767 Concert en sol-majeur (G-groot), voor viool en orkest
- 1770 Concert nr. 1, voor klavecimbel en orkest, op. 2
- 1770 Concert nr. 2, voor klavecimbel en orkest, op. 3
- 1773 Trois symphonies à grand orchestre, (2 de Gossec, 1 de Rigel9, voor orkest
- 1774 Six Simphonies à grand orchestre, op.12
- 1786 Concerto concertant, voor klavecimbel, viool solo en orkest, op. 20
- 1786 6 symphonies, op.21
- 3 symphonies à grand orchestre

### Werken voor harmonieorkest
- 1794 Hymne sur l’enfance, ou Le devoir des mères, voor gemengd koor en harmonieorkest - tekst: F.G. Desfontaines
- 1794 Hymne à la liberté, ou Hymne pour la Fête du 10 août, voor gemengd koor en harmonieorkest - tekst: Pierre Marie Baour-Lormian
- 1795 Chant de triomphe, voor gemengd koor en harmonieorkest - tekst: Pierre Marie Baour-Lormian

### Missen, oratoria en gewijde muziek
- 1774 La sortie d'Égypte, oratorium
- 1778 La déstruction de Jéricho, oratorium
- 1780 Regina coeli, motet voor groot gemengd koor
- 1783 Ave verum, motet
- 1783 Jephté, oratorium
- Les Macchabées, oratorium

### Muziektheater

#### Opera's
| Voltooid in | titel                                                                      | aktes                                                 | première | libretto                                                   |
| ----------- | -------------------------------------------------------------------------- | ----------------------------------------------------- | --- | ---------------------------------------------------------- |
| 1778        | Le Savetier et le financier                                                | 2 aktes                                               | 23 oktober 1778, Marly                                                                                           | Jean-Baptiste Lourdet de Santerre naar Jean de La Fontaine |
| 1778        | Le Départ des matelots                                                     | 1 akte                                                | 23 november 1778, Parijs, Comédie-Italienne                                                                      | J. Rutlidge                                                |
| 1779        | Cora et Alonso                                                             | 4 aktes                                               | niet uitgevoerd                                                                                                  | O.-U. Dubuisson                                            |
| 1780        | Rosanie, rev. versie: Azélie                                               | 3 aktes                                               | 24 juli 1780, Parijs, Comédie-Italienne; rev. versie: 4 juli 1790, Parijs, Théâtre de Monsieur                   | A.-M.-D. Devismes                                          |
| 1781        | Blanche et Vermeille                                                       | 2 aktes; rev. versie: 2 aktes; 2e rev. versie: 1 akte | 5 maart 1781, Parijs, Comédie-Italienne; rev. versie: 26 mei 1781, Parijs; 2e rev. versie: 26 maart 1782, Parijs | Jean-Pierre Claris de Florian                              |
| 1781        | L'Automate                                                                 | 1 akte                                                | 20 augustus 1781, Parijs, Comédie-Italienne                                                                      | Cuinet-Dorbeil                                             |
| 1784        | Ariane fille de Minos                                                      | 1 akte                                                | 1784, Parijs, Théâtre Beaujolais                                                                                 | L. H. Dancourt                                             |
| 1786        | Les Amours du Gros-Caillou                                                 |                                                       | 10 april 1786, Parijs, Théâtre Beaujolais                                                                        | C.-J. Guillemain                                           |
| 1786        | Aline et Zamorin ou L'Amour turc (ook gedocumenteerd als: Atine et Zamorin | 3 aktes                                               | 26 september 1786, Parijs, Théâtre Beaujolais                                                                    | L. H. Dancourt                                             |
| 1786        | L'Entrée du Seigneur                                                       | 1 akte                                                | 21 oktober 1786, Parijs, Théâtre Beaujolais                                                                      | Lebas                                                      |
| 1787        | Lucas et Babet ou La Veillée                                               | 1 akte                                                | 15 juni 1787, Parijs, Théâtre Beaujolais                                                                         | J.-L. Gabiot de Salins                                     |
| 1787        | Alix de Beaucaire                                                          | 3 aktes                                               | 10 november 1791, Parijs, Théâtre Montansier                                                                     | Maximilien Jean Boutellier                                 |
| 1788        | Estelle et Némorin                                                         | 2 aktes                                               | 25 juni 1788, Parijs, Théâtre de l'Ambigu-Comique                                                                | Gabiot de Salins naar Jean-Pierre Claris de Florian        |
| 1789        | Le Bon Fermier                                                             | 1 akte                                                | 18 mei 1789, Parijs, Théâtre Beaujolais                                                                          | Etienne Joseph Bernard Delrieu of Gabiot de Salins         |
| 1793        | Pauline et Henri (ook bekend als: Edmond et Caroline)                      | 1 akte                                                | 9. Nov. 1793, Parijs, Théâtre Feydeau                                                                            | Maximilien Jean Boutellier                                 |
| 1799        | Le Magot de la Chine                                                       | 1 akte                                                | 6 augustus 1800, Parijs, Théâtre de l'Ambigu-Comique                                                             | L. H. Dancourt                                             |

### Vocale muziek
- 1778 L’amant trahi, ariette
- 1793 Le ménage comme il y a peu

### Kamermuziek
- 1769 6 quatuors dialogués, voor viool, altviool en basso continuo, op.4
- 1771 Suite des pièces … mêlées de préludes, voor klavecimbel en viool ad libitum, op.6
- 1771 Sonates, voor klavecimbel en kwartet (2 violen en 1 hoorns), op.7
- 1773 Second oeuvre de quatuors dialogués, voor strijkkwartet, op.10
- 1777 6 sonates, voor klavecimbel en viool ad lib, op.13

### Werken voor klavecimbel
- 1767 6 sonates, voor klavecimbel, op.1
- 1770 Pièces de clavecin mêlées de préludes pour les commenceants, op.5
- 1772 6 sonates de clavecin en quatuor, op.8
- 1772 Sonates de clavecin en quatuor, op.9

## Publicaties
- Principes élémentaires de musique. Arrêtés par les membres du Cons., pour servir à l'étude dans cet établissement suivis de solfèges par les Citoyens Agus, Catel, Chérubini, Gossec, Langlé, Lesueur, Méhul, et Rigel. Paris (1799). Imprimerie du Conservatoire de Musique